# Ivonn
Az Ivonn az Ivó férfinév francia női megfelelője.

## Rokon nevek
Ivett, Ivetta
- Ivon:[1] az Ivonn alakváltozata.

## Gyakorisága
Az 1990-es években az Ivonn szórványos név, a 2000-es években nem szerepel a 100 leggyakoribb női név között, az Ivon-t nem lehetett anyakönyvezni.

## Névnapok
- május 19.[2]

## Híres Ivonnok, Ivonok
- Rimanóczy Yvonne jelmeztervező
- Yvonne Catterfeld német énekesnő, színésznő
- Yvonne Meusburger osztrák teniszezőnő
- Yvonne Strahovski ausztrál színésznő
- Csányi Yvonne a magyar gyógypedagógia úttörő alakja.